# Keren Hayessod
Le Keren Hayessod (en hébreu : קרן היסוד, « Fonds de fondation »), appelé aussi « Appel unifié pour Israël », est le fonds de construction des établissements juifs en Palestine gérée par les Britanniques de 1920 jusqu'en 1948 puis en Israël - à compter de la création de cet Etat le 14 mai 1948 . Il est l'organisme central financier du mouvement sioniste mondial, ainsi que celui de l'Agence juive.
Il est fondé par décret du Comité exécutif sioniste à Londres en 1920 et se constitue comme « société » britannique en 1921.
Avec la création de l'État d'Israël, le Keren Hayessod couvre une partie des frais relatifs aux efforts d'immigration et d'intégration ; il finance les implantations juives - au nombre de 257, la sécurité des personnes les stages de formation professionnelle, l'aménagement des ressources d'eau, les travaux publics, l'aide aux chômeurs, les constructions et l'investissement dans les entreprises importantes centrales telles que la société d'électricité, les usines d'extraction de la mer Morte et la société navale nationale « ZIM ».
Jusqu'à la création de l' Etat juif en mai 1948, le Keren Hayessod récupère la somme de 143 millions de dollars, qui lui permet de financer l'immigration et l'installation d'un demi-million d'immigrants Le fonds contribue aussi à la fondation des villes et villages sur toute la surface d'Israël[Laquelle ?].
Avec la naissance du pays, il remplit ses fonctions en collaboration avec l'État d'Israël, dans les domaines de l'immigration, de l'intégration et de l'implantation. Les budgets disponibles proviennent principalement des Juifs de la diaspora et 1 400 000 immigrants, originaires de tous pays, en bénéficient. Il prend également en charge 96 000 cas d'immigration d'enfants, pour lesquels il crée et développe 500 implantations agricoles. Il construit aussi 250 000 logements, fonde des villes de développement où il contribue à installer 250 000 immigrants, crée des écoles d'apprentissage intensif de l'hébreu ou " oulpan " dans lesquelles étudient 100 000 immigrants. Les fonctions du Keren Hayessod sont reconnues par la loi n°17 du 10 janvier 1956votée par la Knesset .
Le Keren Hayessod est actif dans 60 pays et finance les travaux de l'Agence juive. À sa tête siège un comité installé à Jérusalem.